# 丁韪良
威廉·亞歷山大·帕森斯·馬丁（英語：William Alexander Parsons Martin，1827年4月10日—1916年12月17日），漢名丁韙良，字冠西，美北长老会派至中國的传教士。在中国生活了62年（1850年－1916年，期間有4年时间不在中国），曾长期担任中国著名教育机构北京同文馆的负责人，是当时的“中国通”。1898年起任被清朝皇帝任命为京师大学堂首任总教习，也就是北京大学第一任校长。

## 生平
1827年4月10日，丁韪良生于美国印第安纳州的一个牧师家庭。1848年毕业于印第安纳大学。1850年，受美北长老会派遣，来到中国，在宁波传教10年。他主张发展世俗教育影响中国，意图通过教育向中國人传播基督信仰。
丁韪良是19世紀實驗以拉丁字母拼寫中國方言的開拓者之一。1850年，他来宁波之后，通过半年时间学会宁波话，然后为其设计罗马字拼音方案，用拉丁字母稍加变通，创立了一套音标。此方案也被其他传教士和来宁波工作的外国人一直沿用。这对中国文化是一个贡献。后来，丁韪良的同事与好友，美国北长老会驻宁波传教士蘭顯理（Henry Van Vleck Rankin），编纂了《宁波土话初学》、《领经问答》、《教会政治》、《礼拜模范》等基督教教义书籍，在寧波基督教堂和教会学校广为采用。，也是最早的宁波话罗马字拼音教学文献。丁韪良将罗马拼音用于注释宁波方言，为汉语拼音教学提供了参考，对近现代中国汉字改革运动有较大的影响和示范作用。

### 翻译《万国公法》（国际法）
1863年移居北京后，传教之余翻译美国人惠顿的《万国公法》，该书受到恭亲王奕訢的赏识，由总理衙门拨专款付印出版。《万国公法》的出版和传播，帮助了当时的清政府尽可能地维护中国利益，如当时中国外交官员曾运用《万国公法》中阐述的国际法原理，成功地处理了一件纠纷，即“普丹大沽口船舶事件”。第一次使用国际法使一件原本可能成为严重事件的外交纠纷得到顺利解决，这使总理衙门的高级官员乃至清廷相信西方国际法知识对清王朝的统治尤其是外交活动是有利的。当然丁韪良翻译《万国公法》也受到了某些外国官员的反对，他们担心中国人懂得国际法就可能使其利用它来与西方列强进行有理有节的法律斗争，甚至会给西方国家带来各种麻烦。在《万国公法》一书中，丁韪良创造的汉字法律术语有：万国公法、性法（自然法）、公师、法师、主权、权利、责任、法院、人民、国体、赔偿、自治、限制、章程、邦国、政治、选举、司法、争端、国会、制宪、领事、利益、管辖等，使长期生活在封建专制下的中国人民开始了解西方世界，懂得诸如民主、平等、自由、权利、法治、选举等重要政治和法律制度、观念。后来，汉译《万国公法》传到日本，不但成为日本外交家与西方列强进行外交斡旋的重要工具，也被日本政府指定为日本学生必读的法律教科书。因为它如此重要，所以坂本龙马提出了所谓「长剑不如短刀，短刀不如手枪，手枪不如万国公法」的说法，他也的确曾运用《万国公法》上的法条与规则，打赢了一场官司。

### 转到京师同文馆、后担任京师大学堂校长
1869年，在海关总税务司赫德的推荐下，丁韪良辞去了美北长老会的职务、出任京师同文馆总教习。丁韪良对中国的英语教学本土化做出了积极的、开拓性的探索。在他的不懈努力下，京师同文馆无论是在组织管理，还是在教学内容和教学方法上，都具有近代欧美学校的特点，培养了近代中国第一批具有双语能力的外交官、外语教习和翻译。同文馆的新式教育实践促进了教育现代化，为辛丑条约后废除科举、建立新型教育体制提供了宝贵的经验。
1898年12月31日京师大学堂正式开学，在李鸿章推荐下，光绪皇帝任命他为京师大学堂首任西学总教习，即北京大学首任校长（此处有疑问，首任西学总教习并非首任校长，当时是否有校长一职？如此，则下文“丁韪良担任北大首位校长的事实却被刻意抹去了”也不是事实），授二品顶戴。但一直以来，丁韪良担任北大首位校长的事实却被刻意抹去了。

### 经历义和团运动
1900年，73岁的丁韪良亲身经历了义和团运动，他目睹了义和团屠杀中国教民和外国传教士的行为，因此非常厌恶义和拳民，严厉地批评他们是野蛮的人，并站在法治的角度要求对义和拳民进行严惩，才能与他们的砍杀劫奸的行为相称。
由于慈禧太后是义和团运动的主要支持者，所以丁韪良倡议放逐慈禧，并提议将海南作为对美国的赔偿，故此他在义和团运动后渐渐地不再受清廷的信任。1901年9月20日，因时局已稳，校长丁韪良奏请当时的庆亲王奕劻恢复京师大学堂。然1902年，京师大学堂复课之后不久，新任管学大臣张百熙以经费紧张为由，集体辞退了丁韪良等西教习。北大历史学者郭卫东认为“经费紧张”只是借口。

### 去世
1916年12月17日，丁韪良在北京去世，葬於西直门外的一块墓地。

### 身后评价
丁韪良被指控在八国联军占领北京期间出去抢劫，但这是某些人恶意的中伤。大陆历史学家顾长声，在《传教士与近代中国》中故意篡改丁韪良在《北京被围目击记》(The Siege in Peking)中的文字，从而污蔑丁韪良脱去道袍去抢劫，是个强盗。沈弘在其翻译的丁韪良著作的《中国觉醒》的译者序中指出，由于一般的读者很难查阅到丁韪良的原著，所以一般都把顾长声的说法和引文视为权威的根据。
长期以来，丁韪良备受指责，特别是中共建政之后，更是一直顶着“帝国主义者”和“侵略者”的帽子。最近，一个更可怕的指控是腾讯历史频道在《转型中国1864-1949》的某一期节目中，援引《旧金山号角报》的社论将以下言论安在丁韪良的头上：“每一个被义和团杀害的女传教士得处决500名中国妇女；每一个殉难的男传教士得用1000名中国男子的生命予以偿还，每一个传教士的孩子无辜被杀得有100名中国孩子用哥萨克的刺刀施以刺刑，每一处遭到焚烧和劫掠的传教士的建筑物得在天津和北京抢劫100处中国房屋才能予以抵偿”。但是查遍《旧金山号角报》的1900-1922年的所有社论，并不见有社论提到丁韪良说过类似的话语。

## 著作
- 《花甲忆记》

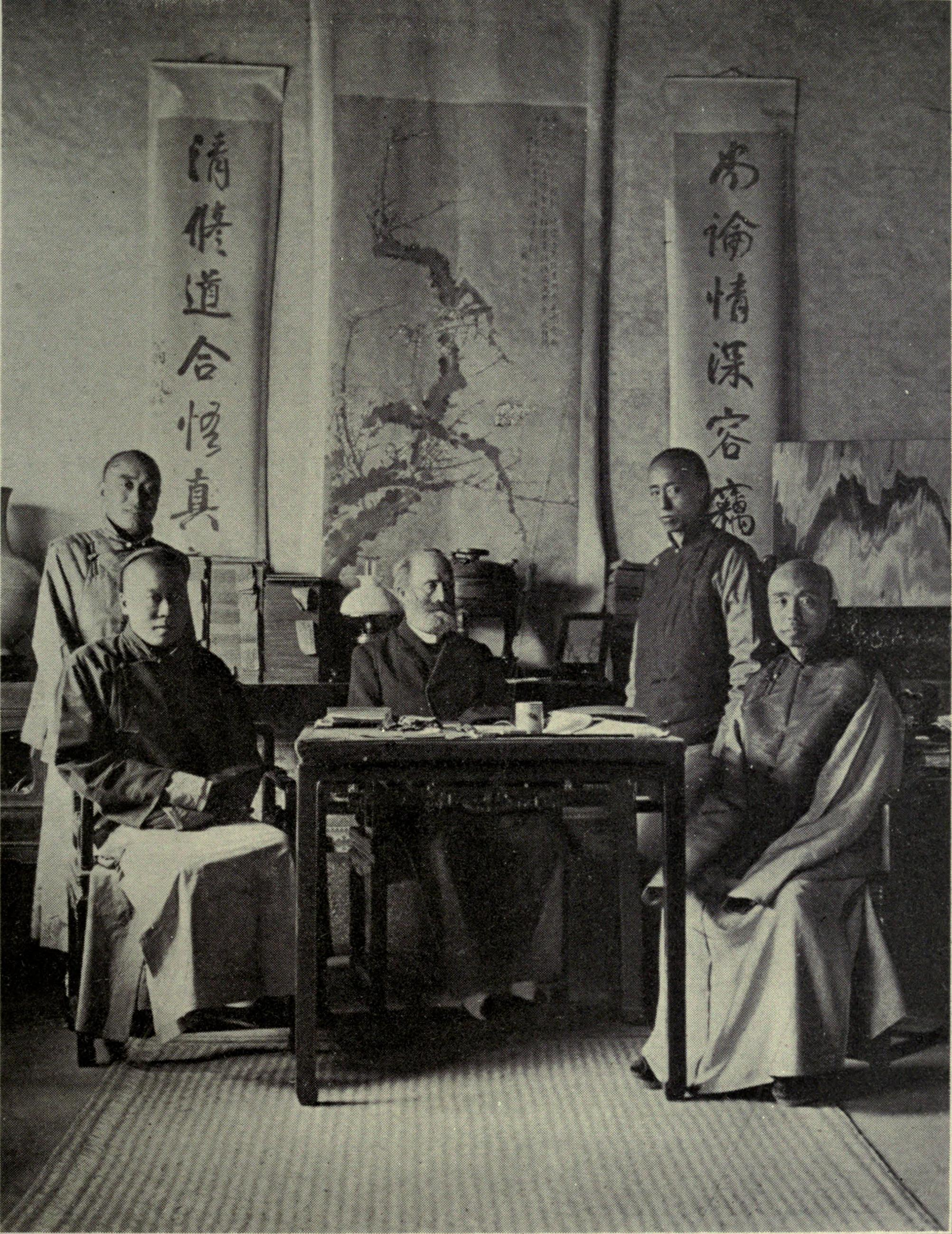
丁韪良和他的学生

- 《北京被围目击记》  The Siege in Peking, China against the World: By an eye witness (1900)
- 《中國古世公法論略》
- 《漢學菁華》
- 《万国公法》
- 《格物入门》
- 《化学指南》
- 《法国律例》
- 《富国策》
- 《天道溯原》
- 《星轺指掌》
- 《公法便览》
- 《西学考略》
- 《性学举隅》
- 《天道合校》
- 《翰林集》
- 《中国的传说与诗歌》
- 《中国觉醒》